# Doppleschwand
Doppleschwand is een gemeente en plaats in het Zwitserse kanton Luzern en maakte deel uit van het district Entlebuch tot op 1 januari 2008 de districten van Luzern werden afgeschaft.
Doppleschwand telt 697 inwoners.